# Túl a tengeren
A Túl a tengeren a Fekete tükör című brit sci-fi sorozat huszonötödik epizódja, amit a sorozat showrunnere, Charlie Brooker írt és John Crowley rendezett. 2023. június 15-én mutatta be a Netflix, a hatodik évad többi részével egyszerre.
Az epizód egy retrofuturisztikus 1969-ben játszódik, ahol két űrhajósnak, Cliffnek és Davidnek kell megbirkóznia egy, a Földön történt tragédia következményeivel.

## Cselekmény
Egy alternatív 1969-ben Cliff és David asztronauták már két éve úton vannak egy hat évig tartó küldetésen a világűrben. Mivel személyes jelenlétükre csak a rutinszerű ellenőrzések és a javítások idején van csak szükség, ezért a köztes időben a tudatukat a Földön hagyott mesterséges testükbe töltik át, így a családjukkal lehetnek. Ha szükség lenne rájuk, egy különleges dögcédula segítségével tudnak visszatérni a hajóra. Davidnek mindene a családja, míg Cliff érzelmileg is távol áll feleségétől, Lanától, és a fiától, ráadásul nemrég költöztek a semmi közepére.
Miközben David a replikánstestében van, a családot megtámadja egy szekta, akik szerint ez a test a természeti törvények megcsúfolása, ezért először megsemmisítik a póttestet, majd lemészárolják az egész családot. David ettől teljesen összeomlik, a hajón teljesen visszahúzódik és az öngyilkosságon gondolkozik. Cliff félti a saját életét is, mert az űrhajó rendszereinek üzemeltetéséhez két emberre van szükség. Lana azt javasolja, hogy adja kölcsön Davidnek a póttestét, mert az ő idilli lakókörnyezetük hátha jó hatással lesz rá. David már az első alkalommal remekül érzi magát, és felajánlja, hogy megfesti a házat, azért, hogy több időt tölthessen a Földön.
A látogatások során David és Anna közelebb kerülnek egymáshoz: a férfi érdeklődő, a nőnek pedig imponál, hogy valaki törődik vele. Egy alkalommal együtt táncolnak, de Lana visszautasítja David közeledését. Cliff fia meglátja ezt, ezért tönkreteszi a készülő festményt, ami miatt David megüti őt. Ezalatt Cliff felfedezi, hogy David aktokat rajzol Lanáról, ezért amikor visszatér, meggyanúsítja, hogy viszonyuk van. David tagadja azt, de Cliff fejéhez vágja, hogy bánhatna jobban is Lanával, és hogy nem tudhatja, milyen az, ha valakinek semmije sem maradt. Lana is tagadja a viszonyt Cliff előtt, viszont azt elmondja, hogy David megütötte a fiukat és ezért kérte, hogy távozzon.
Valamivel később David egy hamis riasztással visszahívja Cliffet a hajóra. Miközben Cliff kimegy egy űrsétára, megnézni, hogy minden rendben van-e, David felhasználja a dögcéduláját és visszatér Cliff testében a Földre. Cliff rájön, hogy valami szörnyűség történt, ezért ő is visszatér a Földre, ahol elszörnyedve látja, hogy David a testében visszatérve lemészárolta az egész családot. Amikor újra visszatér az űrhajóra, David már várja, és egy székre mutat, hogy üljön le.

## Szereplők
| Szerep          | Színész        | Magyar hang       |
| --------------- | -------------- | ----------------- |
| Cliff Stanfield | Aaron Paul     | Szabó Máté        |
| David Ross      | Josh Hartnett  | Varga Gábor       |
| Lana Stanfield  | Kate Mara      | Nemes Takách Kata |
| Jessica Ross    | Auden Thornton | Mikecz Estilla    |
| Kappa           | Rory Culkin    | Gacsal Ádám       |

## Az epizód készítése
Az epizód, akárcsak a hatodik évad több más része is, nem a közeli jövőben játszódik, hanem a múltban, jelen esetben egy alternatív időben. A cselekményt az akkori sci-fik és a Manson család ámokfutása inspirálták, de nagy hatással volt rá a COVID-19 járvány alatti lezárás, és az otthonról történő munkavégzés. Mivel ebben a korban mobiltelefonok sem léteztek, a karakterek egészen másként viselkednek, mint a korábbi részekben. A történetben szereplő hősök mindannyian megtapasztalják az izolációt, a maguk módján.
Az egyik főszerepben Aaron Paul látható, aki már szerepelt a USS Callister című részben is, habár csak a hangját kölcsönözte a műsornak. Már az ötödik évad valamelyik epizódjában is szerepet kaphatott volna, azonban egyéb elköteleződései miatt csak a következő évadba kerülhetett be. Paul, mint a műsor nagy rajongója, elárulta, hogy a hatására tudatosabban kezdte el használni a technológiát, például nincs otthoni számítógépe sem. Elmondta azt is, hogy olyan szerepeket szokott csak vállalni, amelyek karakterében sok a konfliktus. A feleségét játszó Kate Mara azt nyilatkozta, hogy egyértelműen meg tudta különböztetni Paul játéka alapján, hogy mikor játssza Davidet és mikor Cliffet.
A legtöbb jelenetet az angliai Whitstable-ben vették fel, a nagy 2022-es angliai hőhullám idején. AZ űrhajó belsejét Twickenhamben építették fel, bizonyos jeleneteket, például David családjának lemészárolását pedig Valenciában rögzítették.

## Forráshivatkozások
1. 1 2  Flood, Alex: 'Black Mirror' season six post-watch guide: trivia, set secrets and more (brit angol nyelven). NME, 2023. június 16. (Hozzáférés: 2023. augusztus 5.)
2. ↑  Strause, Jackie: Josh Hartnett, Kate Mara on Their Lockdown-Inspired ‘Black Mirror’ and Why It’s Set in an Alternate 1969 (amerikai angol nyelven). The Hollywood Reporter, 2023. június 16. (Hozzáférés: 2023. augusztus 5.)
3. ↑  Jones, Daisy. „‘You’d need to talk to my therapist about that’: Aaron Paul on Black Mirror, AI and his love of dark roles”, The Guardian, 2023. június 16. (Hozzáférés: 2023. augusztus 5.) (brit angol nyelvű)
4. ↑  Strause, Jackie: ‘Black Mirror’ Director Explains Hidden “USS Callister” Cameos (amerikai angol nyelven). The Hollywood Reporter, 2018. január 2. (Hozzáférés: 2023. augusztus 5.)
5. ↑  Strause, Jackie: Josh Hartnett, Kate Mara on Their Lockdown-Inspired ‘Black Mirror’ and Why It’s Set in an Alternate 1969 (amerikai angol nyelven). The Hollywood Reporter, 2023. június 16. (Hozzáférés: 2023. augusztus 5.)

## Fordítás
Ez a szócikk részben vagy egészben  a   Beyond the Sea című angol Wikipédia-szócikk ezen változatának fordításán alapul.  Az eredeti cikk szerkesztőit annak laptörténete sorolja fel. Ez a jelzés csupán a megfogalmazás eredetét és a szerzői jogokat jelzi, nem szolgál a cikkben szereplő információk forrásmegjelöléseként.